# Aníbal
Aníbal oder Anibal ist die portugiesische und die spanische Variante des aus dem Phönizischen stammenden männlichen Vornamens Hannibal.

## Namensträger
- Aníbal Santiago Acevedo (* 1971), puerto-ricanischer Boxer
- Aníbal Arias (1922–2010), argentinischer Gitarrist des Tango Argentino
- Aníbal Ciocca (1915–1981), uruguayischer Fußballspieler
- Aníbal Muñoz Duque (1908–1987), Kardinal, von 1972 bis 1984 Erzbischof des Erzbistums Bogotá
- Aníbal Pinto Garmendia (1825–1884), von 1876 bis 1881 Präsident von Chile
- Aníbal Godoy (* 1990), panamaischer Fußballspieler
- Aníbal Hernández (* 1986), uruguayischer Fußballspieler
- Aníbal Ibarra (* 1958), argentinischer Anwalt und Politiker
- Aníbal Matellán (* 1977), argentinischer Fußballspieler
- Aníbal do Paço Quesado (1931–2011), portugiesischer Archäologe
- Aníbal Paz (* 1917 oder 1918; † 2013), uruguayischer Fußballspieler
- Aníbal de Peña (1933–2023), dominikanischer Sänger, Pianist und Komponist
- Aníbal Barrios Pintos (1918–2011), uruguayischer Historiker
- Aníbal Quijano (1930–2018), peruanischer Soziologe
- Aníbal Sánchez (* 1984), venezolanischer Baseballspieler
- Aníbal Cavaco Silva (* 1939), portugiesischer Politiker, Wirtschaftswissenschaftler und seit 2006 Präsident von Portugal
- Aníbal Tarabini (1941–1997), argentinischer Fußballspieler
- Aníbal Troilo (1914–1975), argentinischer Musiker (Bandoneonist), Arrangeur, Bandleader und Komponist des Tango
- Aníbal Acevedo Vilá (* 1962), puerto-ricanischer Politiker